# HŠK Zrinjski Mostar
HŠK Zrinjski Mostar är en bosnienkroatisk fotbollsklubb från staden Mostar i Bosnien och Hercegovina. Klubben har vunnit den nationella ligan två gånger, säsongen 2004-2005 och 2008-2009, samt den nationella cupen en gång, 2006-2007. Klubbens hemmaarena heter Bijeli Brijeg stadion och tar 25 000 åskådare vid fullsatt.
Klubben bildades 1905 och är därmed den äldsta fotbollsklubben i landet. Den fick namnet efter adelsfamiljen Zrinski. Under det andra världskriget deltog man i den kroatiska högstaligan, Prva HNL, vilket gjorde så att klubben förbjöds och uteslöts från den jugoslaviska ligan efter kriget, mellan åren 1945-1992. Detta gjorde så att klubben blev tvungen att upplösas, men efter att Bosnien och Hercegovina blivit självständiga återbildades den och spelade i den etniskt kroat-baserade ligan i den kroatiska republiken Herceg-Bosna. Sedan år 2000 då ligorna inom federationen Bosnien och Hercegovina slogs ihop spelar de i den högsta divisionen i Bosnien-Hercegovina.
I UEFA-cupens första omgång säsongen 2007/2008 spelade klubben mot FK Partizan och förlorade den första matchen, som spelades på deras hemmaplan, med 1-6. Partizans supportrar uppträdde dock på ett sådant sätt som av UEFA bedömdes tillräckligt för att diskvalificera laget. Partizan överklagade dock och fick tillstånd att spela den andra matchen på sin egen hemmaplan, som de vann med 5-0. Oturligt nog för FK Partizan så diskvalificerades man och Zrinjski Mostar gick vidare istället, trots att de förlorade dubbelmötet med totalt 1-11.